# Flip chart

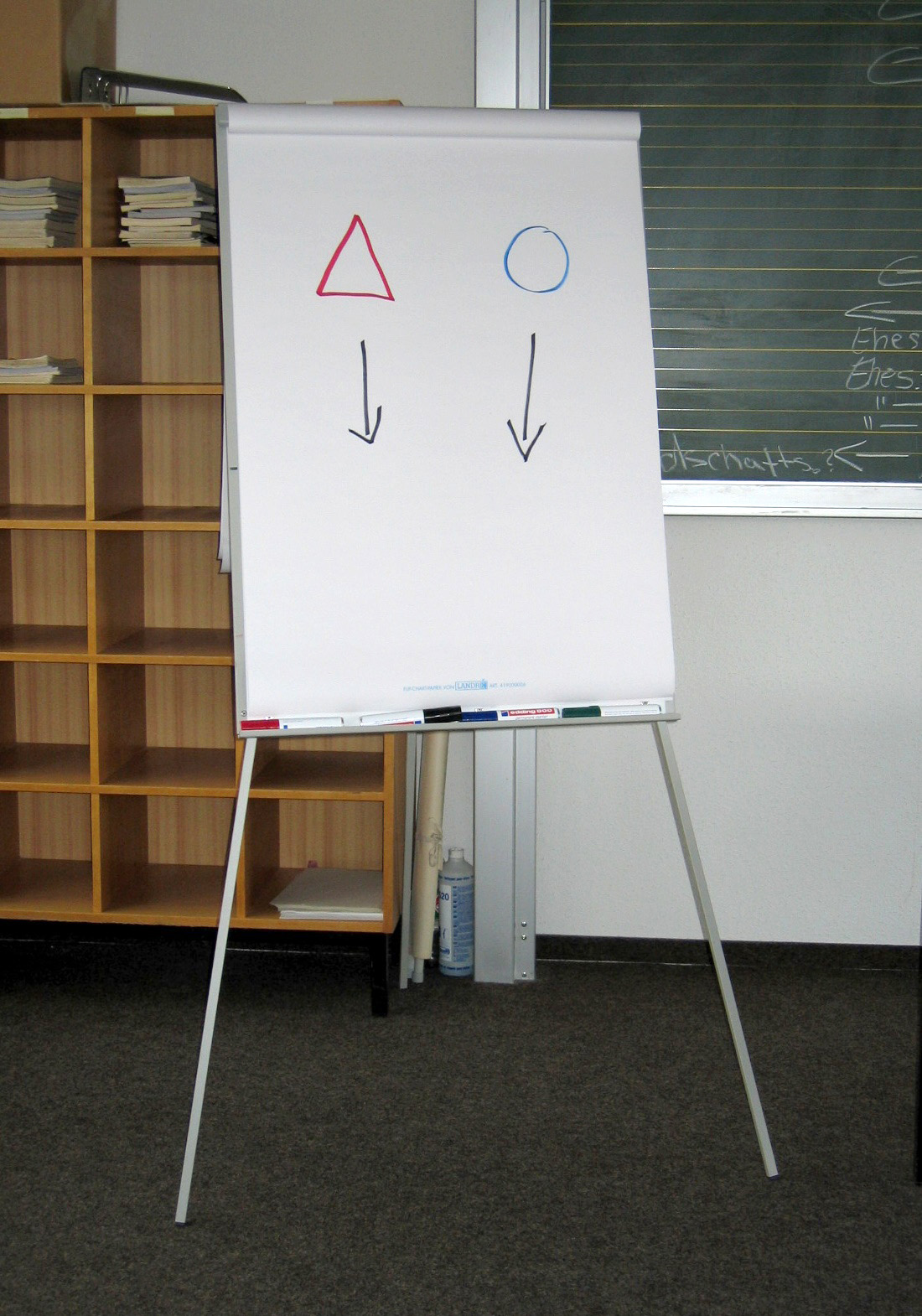
Esempio di flipchart.

La flip chart è una lavagna a fogli mobili, tipicamente supportata da un treppiede o da un cavalletto a quattro gambe, che consente di effettuare presentazioni scrivendo sui fogli con dei pennarelli. Il blocco di fogli di carta viene in genere fissato al bordo superiore.